# 緋真煉
緋真 煉（ひさな ねる、1991年12月2日 - ）は、日本の女性モデル、女優、カメラマン。身長158cm。

## 来歴
- 広島県大竹市出身。中学2年生の頃より千葉県千葉市に在住する。
- 中学時代は吹奏楽部に所属した。広島の中学校ではフルートを吹いていたが、転校先の千葉の中学校には吹奏楽部がなかったため、帰宅部となる。
- コスプレに役立てようと舞台メイクの専門学校に通う。その当時から耽美系のセルフポートレートの撮影を行う。

- 2012年 - 結婚し、娘を出産する。「○○ちゃんのお母さん」という立場の人間になったことで、家の中で出来ることで、個としても何かしたいと思いイラストを描き始める。
- 2014年 - Lyu:Lyu（現在のCIVILIAN）のドラムイラストを担当する。それ以降音楽系のイラストレーターとして活動しつつ、ワンオペ育児の合間に漫画家アシスタントも行う。また、その頃よりセルフポートレートも再開した。
- 2017年 - 離婚と共にフリー素材サイト「ぱくたそ」に所属する。最初の作品からホラー素材を当ててヒットした。その後、地雷系女子を当てる。
- 2018年 - 中村文則「その先の道に消える」の表紙モデルを担当する。緊縛師hajimekinokoとの作品である。
- 2020年 - 再婚する。
- 2023年 - 湊かなえ「カケラ」の文庫版の表紙に、写真家・カズキヒロとの作品が使用される。
- 2023年 - CIVILIAN「イエスタデイワンスモア」のMVのエキストラに出演する。
- 2024年 - フリー素材サイト「ぱくたそ」のカメラマンもやりつつ、現在は3匹の猫と暮らしている。また、MVやショート映画などに出演する。ドイツ、アメリカで受賞した作品も多数ある。

## 趣味・趣向
- 好きな食べ物はグミ。
- 好きな酒は梅酒。
- 吸ってる煙草はブラックデビルのバニラかカカオ。
- アニメ怪〜AYAKASHI〜、モノノ怪オタク

## エピソード
- 中学時代、転校した先の千葉で学校ぐるみのいじめに遭い不登校となった。
- 高校時代、オーボエが吹きたかったため、吹奏楽部にオーボエがあると聞いて入部したものの、楽器だけがあって吹ける部員はいなかった。そのためコンクールまでは人員不足のためチューバを吹いていた。オーボエはその後独学で学んだ。
- どの専門学校にするか悩んだ際に、「ギャルになりたい」という謎の意思で渋谷を選んだものの、チキンすぎて109に一度も入れないまま卒業した。
- アメリカにメイクの研修に行った際、空港の職員に行き先を聞かれ、ロサンゼルスかラスベガスどっちが先か分からなくなってしまったが、「GOフライト！」と言って強行突破した。
- ファンの総称は「ネルヤー」ファンからは「ネル様」と呼ばれることが多い。
- 家では猫の下僕。
- 猫の名前はしじみ、はまぐり、ほたて。ファンからは「ネル様の家の貝類」と呼ばれている。
- X（旧Twitter）に、ねこすい製薬というパロディアカウントを所持しているが、ただ猫を吸っているだけらしい。
- ツイキャス配信では自身を「アッパー系陰キャ」と語っており、撮影時はよく喋るが仲の良い友達の前ではほぼ喋らず、九州に遠征した際あまりに喋らなすぎて「怒ってるかと思った」と言われてしまった。